# Get the Gringo
Get the Gringo (también conocida como How I Spent My Summer Vacation) es una película estadounidense de 2012 protagonizada por Mel Gibson y dirigida por Adrian Grünberg.

## Argumento
La película comienza con un conductor de escapada (Mel Gibson) y su cómplice herido vestidos de payasos huyendo de la policía estadounidense hacia la frontera con México. El conductor se estrella a través de la valla fronteriza, luego es arrestado por los corruptos policías mexicanos Vásquez (Mario Zaragoza) y Romero (Gerardo Teracena). Cuando encuentran más de $2 millones en el automóvil, lo encarcelan en la prisión de El Pueblito bajo cargos falsos, se quedan con el efectivo y creman al cómplice, que para entonces ya murió. Al ser uno de los únicos estadounidenses encarcelados allí, el conductor es conocido como "el gringo". El Pueblito resulta sorprendente, operando más como un pequeño gueto que como una prisión. El gringo se las arregla rápidamente para averiguar la jerarquía criminal de la prisión y se involucra en pequeños hurtos y robos de algunos de los negocios menos reputados de la prisión. Uno de estos robos es presenciado por un niño sin nombre (Kevin Hernández) que vive con su madre encarcelada (Dolores Heredia) y está protegida por los criminales de la prisión. Curioso, el gringo lo presiona para que le explique por qué los criminales lo protegen, pero el niño se niega.
Más tarde, el gringo detiene al niño cuando descubre que este intentaba asesinar a Javi (Daniel Giménez Cacho), líder de la familia del crimen que dirige El Pueblito. Tras una discusión, descubre por qué el niño está siendo protegido: Javi tiene un hígado defectuoso, y el niño es la única pareja viable; Javi ya mató al padre del niño y le extrajo su hígado. El gringo promete impedir el trasplante y ayudar a matar a Javi. Mientras tanto, el gringo atrae la atención de un empleado de la embajada estadounidense (Peter Gerety), quien lo identifica fácilmente como un criminal de carrera. Sin preocuparse, el gringo y el niño trabajan para derribar a Javi, y el gringo se acerca más a la madre de niño. El gringo se congracia con Javi al salvar al hermano de Javi, Caracas (Jesús Ochoa) y al revelar el dinero robado por Vásquez y Romero. Unos matones que trabajan para el jefe criminal Frank (Peter Stormare) ya han localizado a Vásquez y Romero y los están torturando para encontrar la ubicación de $2 millones adicionales. Los hombres de Javi matan a todos y toman el dinero, enfureciendo a Frank. Con la ayuda del empleado de la embajada, Frank envía asesinos a El Pueblito para matar a Javi y al gringo.
El tiroteo resultante da como resultado que las autoridades mexicanas planeen una redada en la prisión. Sabiendo que el tiempo es corto, Javi contrata al gringo para matar a Frank y establece una operación de trasplante inmediata. En los EE. UU., el gringo atrae a Frank fuera de su escondite organizando una reunión entre él y el magnate naviero Warren Kaufmann (Bob Gunton). El gringo toma la identidad de su excompañero, Reginald T. Barnes, que lo traicionó y mata a Frank y a su asistente. Cuando el gringo embosca al empleado de la embajada, se entera de la operación de trasplante y se apresura a salvar al niño, quien sin éxito intentó apuñalarse en el hígado. Utilizando las credenciales del empleado de la embajada, el gringo se infiltra en el allanamiento de la prisión e interrumpe la cirugía de trasplante de hígado de Javi. Amenazando con matar a Javi, el gringo obliga a Caracas a traer a la madre del niño, a quien Javi había torturado. Caracas regresa con dos matones, pero el gringo los mata a ambos. Una enfermera ayuda al gringo fingiendo capturarlo. Cuando Caracas baja la guardia, el gringo le dispara. Agarran el dinero y la enfermera los ayuda a escapar de la prisión en una ambulancia. En el epílogo, el gringo recupera los 2 millones de dólares perdidos escondidos en el automóvil de escape que se encuentra en el lote de coches incautados y, junto con el niño y su madre, se retiran a una playa idílica.

## Reparto
- Mel Gibson como el conductor.
- Kevin Hernández como el niño.
- Daniel Giménez Cacho como Javi.
- Dolores Heredia como la madre del niño.
- Peter Stormare como Frank.
- Dean Norris como Bill.
- Bob Gunton como el señor Kaufmann.
- Mayra Sérbulo como la enfermera.
- Peter Gerety como el empleado de la embajada.
- Scott Cohen como el abogado de Frank.
- Aaron Cohen como el sicario.
- Patrick Bauchau como el cirujano.
- Stephanie Lemelin como la secretaria del abogado de Frank.
- Denise Gossett como la secretaria de Kauffman.
- Tom Schanley como Gregor.
- Ténoch Huerta como Carlos.
- Roberto Sosa como el Carnal.
- Jesús Ochoa como Caracas, el hermano de Javi.
- Mario Zaragoza como Vasquez.
- Gustavo Sánchez Parra como Size 11.

## Producción
El guion fue escrito por Mel Gibson. El filme fue dirigido por Adrian Grunberg, que trabajó como  primer asistente de director con Gibson en Apocalypto. La producción estuvo a cargo de Gibson, Bruce Davey y Stacy Perskie. La producción ejecutiva incluyó a Mark Gooder, Vicki Christianson, Ann Ruark y Len Blavatnik.
El rodaje comenzó en marzo de 2010 en San Diego, Brownsville, Texas, y Veracruz. La mayor parte del rodaje tuvo lugar en la prisión Ignacio Allende.
Benoît Debie fotografió el filme.
El filme fue lanzado exclusivamente a través de servicios de video on-demand en los Estados Unidos. El acuerdo entre la productora Icon y Fox para Get the Gringo incluía una pre-exhibición en DirecTV el 1 de mayo, antes de que fuera lanzada en otros servicios de VOD (Video On-Demand) un mes más trade. Será lanzada en Blu-ray Disc el 17 de julio por 20th Century Fox Home Entertainment en Estados Unidos. También tuvo estreno cinematográfico en América Latina, el Medio Oriente, Singapur, Australia y varios países Europeos como Holanda, Suecia, Italia, Portugal, Polonia Rusia, y el Reino Unido, donde se lo conoce por su título original.
Get the Gringo ha recibido críticas mayormente positivas, ganando un 80% 'Fresco' en Rotten Tomatoes y un 100% con los principales críticos. Urban Cinefile dijo: «Mel Gibson está de regreso haciendo lo que mejor sabe, interpretando un personaje con numerosos defectos y cualidades redentoras que también es un inventivo tipo rudo».